# Estación Los Jagüeles
Los Jagüeles es una estación ferroviaria ubicada en la localidad del mismo nombre, Departamento Río Cuarto, Provincia de Córdoba, República Argentina.

## Servicios
Actualmente, no presta ningún servicio de pasajeros ni tampoco de cargas, en la actualidad.

## Historia
En el año 1929 fue inaugurada la Estación, por parte del Ferrocarril Buenos Aires al Pacífico, en el ramal Laboulaye-Sampacho Norte.